# Аньяна
Аньяна (баск. Añana, ісп. Añana) — муніципалітет в Іспанії, у складі автономної спільноти Країна Басків, у провінції Алава. Населення — 176 осіб (2009).
Муніципалітет розташований на відстані близько 270 км на північ від Мадрида, 25 км на захід від Віторії.
На території муніципалітету розташовані такі населені пункти: Салінас-де-Аньяна/Гесальца-Аньяна (адміністративний центр), Атьєга/Атіага.

## Демографія
Динаміка населення (INE ):

## Галерея зображень

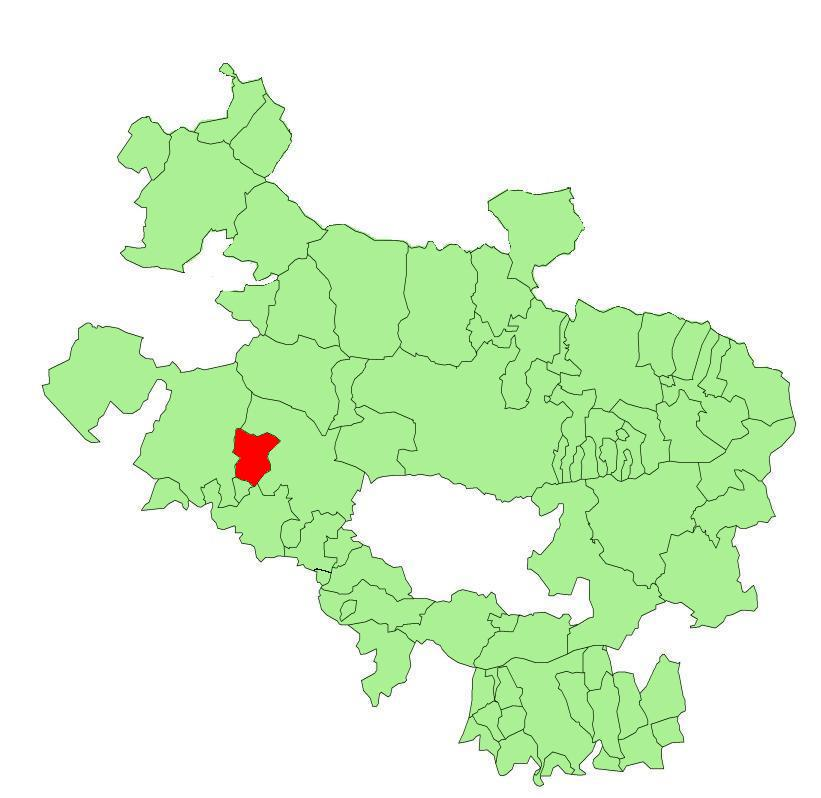
Розташування муніципалітету
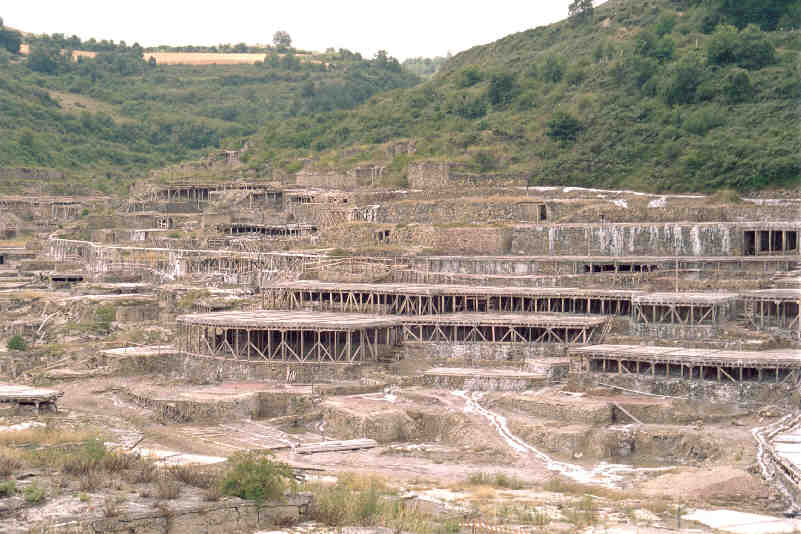
Занедбаний солепромисел, Салінас-де-Аньяна